# آرچیبالد کاکس
آرچیبالد کاکس جونیور (به انگلیسی: Archibald Cox, Jr.؛ ۱۷ مه ۱۹۱۲ –۲۹ مارس ۲۰۰۴) وکیل، حقوقدان، پژوهشگر و استاد دانشگاه اهل آمریکا بود که جایگاه حرفه‌ای او بین دانشگاه و دولت تغییر می‌کرد. او به عنوان یک عضو هیئت علمی در دانشکده حقوق دانشگاه هاروارد یکی از اولین کارشناسان در قانون کار فدرال آمریکا است. در سال ۱۹۴۸ او اولین کتاب در مورد قانون کار برای استفاده در دانشکده‌های حقوق را به چاپ رساند که به صورت دوره‌ای تا سال ۲۰۱۱ همچنان به روز رسانی و تکمیل شده است. او نویسنده پرکاری بود و ده‌ها مقاله دربارهٔ تحولات در روابط کار را منتشر کرد.
او مشاور سناتور جان اف کندی در ارتباط با مسائل کار و کارگری بود. در دوران ریاست جمهوری کندی از سال ۱۹۶۱ به مدت چهار سال و نیم او به عنوان وکیل عمومی دفتر رئیس جمهور منصوب شد که در آن زمان توجیه و استدلال برخی از مهم‌ترین تصمیمات دادگاه وارن توسط او به انجام رسید. پس از آن با بازگشت به هاروارد او در راستای تجربه‌اش در دولت به و تدریس قانون اساسی و نوشتن دربارهٔ آن پرداخت.

## پیگیری واترگیت
آرچیبالد کاکس از محدود کردن تحقیقات واترگیت خودداری کرد. در آن زمان از سوی کاخ سفید به او دستور داده شد تا از پیگیری رویداد جریان تحقیقات واترگیت خودداری ورزد، ولی او نپذیرفت. پیگیری تحقیقات واترگیت به استیضاح و سرانجام استعفای ریچارد نیکسون، رئیس جمهوری وقت آمریکا، در نیمه دومین دوره زمامداری وی در سال ۱۹۷۴ انجامید.

## درگذشت
آرچیبالد کاکس در ۲۹ مارس ۲۰۰۴ در سن ۹۲ سالگی در خانه‌اش در بروکسویل، ماین، آمریکا به مرگ طبیعی چشم از جهان فروبست.